# Louis Bruneel
Louis Bruneel (Kortrijk, 9 juni 1834 - 18 maart 1880), ook genaamd Bruneel-Delva, was een Belgisch provincieraadslid en senator.

## Levensloop
Louis Bruneel was een zoon van graanhandelaar Armand-Ferdinand Bruneel (1796-1873) en Delphine van Outrive (1809-1881). Hij trouwde met Marie-Sophie Delva (1840-1930) die het aanzienlijk vermogen erfde van haar vader Pierre Delva (1804-1884).
Het echtpaar had twee zoons, Gustave Bruneel de la Warande en Hubert Bruneel (1866-1918), die trouwde met Caroline de Montpellier (1866-1942) en kinderloos bleef.
Bruneel dreef handel in guano en was voorzitter van de Kamer van Koophandel van Kortrijk. Hij werd ook bestuurslid van de Burgerlijke Godshuizen en van de Berg van Barmhartigheid in Kortrijk.
In 1878 werd hij verkozen tot senator voor het arrondissement Kortrijk-Ieper en bleef dit tot aan zijn vroegtijdige dood.
De weduwe Bruneel kocht in 1885 het kasteel van de familie de Maulde in Kemmel.
Zijn zoon Hubert Bruneel interesseerde zich net als zijn broer voor Kemmel. Hij bouwde een uitkijktoren boven op de Kemmelberg, stelde de doolhof bij het kasteel open en behoorde tot de stichters van het rond 1890 opgerichte 'Syndicat d'Initiative Kemmel Voorwaarts'. Na zijn huwelijk in 1896 ging hij zich in Namen vestigen.

## Voetnota
1. ↑  Deze familie nam een aanzienlijk archief (ongeveer 1000 stuks) dat betrekking had op Kemmel en Ieper naar Frankrijk mee. In 2011 werd het in publieke veiling aangekocht door Heuvelland en Ieper. zie: Knack, 16 maart 2011, 'Verloren gewaand archief teruggevonden'.